# 伊王島大橋
座標: 北緯32度41分31秒 東経129度47分17秒 / 北緯32.691941度 東経129.788039度
伊王島大橋（いおうじまおおはし）は、長崎市伊王島町沖ノ島と長崎市香焼町を結ぶ道路橋である。2011年（平成23年）3月27日より供用を開始した。

## 概要
長崎市の離島、沖ノ島（伊王島町）と大中瀬戸に隔てられた本土である同市香焼町とを結ぶ全長876ｍの道路橋で、全部分が架橋に際して整備された一般県道伊王島香焼線に含まれている。
同橋の完成により、市中心部から両島へは30分程度で到達が可能となり、両島島民の通勤・通学、災害発生・救急搬送時の利便性が向上した。
主橋上部は駒井ハルテック和歌山工場および、JFEエンジニアリング津製作所にて製作された。

## 沿革
- 1969年（昭和44年）2月：「大中瀬戸架橋促進委員会」が設立[1]。
- 1988年（昭和63年）2月：「大中瀬戸架橋促進委員会」が「伊王島大橋建設促進期成会」に改称[1]。
- 1996年（平成8年）12月20日：伊王島大橋事業の着工決定[1]。
- 2005年（平成17年）：取付高架橋下部が着工[1]。
- 2007年（平成19年）12月：取付高架橋上部、主橋下部が着工[1]。
- 2008年（平成20年）
  - 3月：香焼側の取付高架橋部下部が竣工[1]。
  - 4月：伊王島側の取付高架橋下部が竣工[1]。
  - 12月：主橋上部が着工[1]。
- 2009年（平成21年）10月：主橋下部が竣工[1]。
- 2010年（平成22年）1月：香焼・伊王島両側の取付高架橋上部が竣工[1]。
- 2011年（平成23年）
  - 2月：主橋上部が竣工[1]。
  - 3月27日：供用開始[1]。

## その他
伊王島大橋の開通後の2011年（平成23年）4月6日より、長崎バスが伊王島ターミナル行きのバスを運行している。これは1995年（平成7年）4月6日から運行されていた香焼恵里行きを延伸したものである。